# Pinckney Benton Stewart Pinchback
Pinckney Benton Stewart Pinchback, né le 10 mai 1837 à Macon et mort le 21 décembre 1921 à Washington, est un homme politique américain. Il est le premier Afro-Américain à gouverner un État des États-Unis.

## Biographie

### Jeunesse et famille
Pinchback naît à Macon (Géorgie), il est le fils d'un planteur blanc, William Pinchback, et d'une ancienne esclave mulâtre, Eliza Stewart, d'ascendance africaine, cherokee, galloise, et allemande. Connu sous le nom de « Pinckney Benton Stewart », il étudie à la Gilmore High School de Cincinnati. Après la mort de son père en 1848, il quitte la ville, craignant que sa famille paternelle ne le réduise à l'esclavage. Il travaille comme portier dans un hôtel puis comme barbier à Terre Haute dans l'Indiana. Dans cet État, il épouse en 1860, Nina Emily. Ils auront deux filles et quatre fils.

### Carrière militaire
En 1862, lors de la guerre de Sécession, Pinchback rentre discrètement à La Nouvelle-Orléans (il en était parti avec le statut d'esclave en fuite) après l'entrée des troupes unionistes victorieuses. Il lève une troupe composée de volontaires afro-américains dans le cadre de la politique d'occupation et de changement socio-politique du gouverneur militaire Benjamin Franklin Butler.
Pinchback devient capitaine du nouveau 1st Louisiana Native Guards, pendant que le capitaine André Cailloux, un créole Noir libre, est nommé à la tête de la compagnie E : ils sont parmi les 1ers officiers de couleur de l'armée de l'Union. Devant l'affluence d'esclaves qui demandent à s'engager, 2 autres régiments sont créés, et Pinchack est muté comme capitaine de la compagnie A au 2cd Native Guards (qui deviendra ensuite le 74th U.S.C.T.)
Butler est remplacé en décembre 1862 par Nathaniel Prentice Banks. Le nouveau gouverneur militaire ne veut pas d'officiers Noirs, et il entreprend à leur encontre une politique de discrimination (passe-droits, refus d'avancement et harcèlements divers) qui atteint partiellement son but : les officiers du 2cd Native Guard (dont Pinchback) démissionnent, alors que la plupart des officiers de couleur du 1st et 3 rd Native Guards se maintiennent à leur poste. Le capitaine André Cailloux se fera tuer héroïquement à la tête de ses hommes lors du 1er assaut pendant le siège de Port Hudson.

### Carrière politique

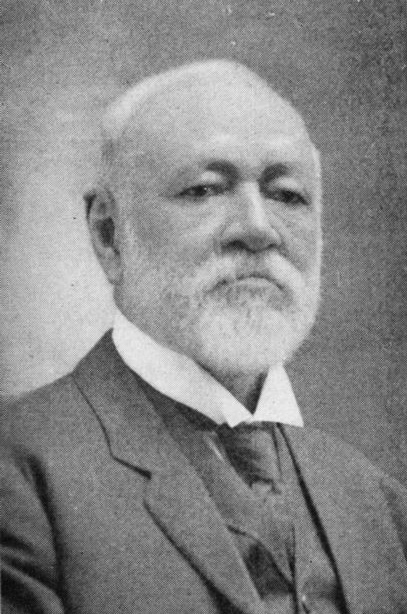
En 1911.

Après guerre, Pinchback retourne à La Nouvelle-Orléans et devient un membre actif du Parti républicain, en participant aux conventions de l'État de Louisiane pour la Reconstruction. En 1868, il organise le Fourth Ward Republican Club à La Nouvelle-Orléans. Cette même année, il est élu sénateur à l'assemblée législative de Louisiane, où il sera élu président pro tempore du sénat. En 1871, il devient lieutenant gouverneur, par intérim, à la suite du décès d'Oscar Dunn, qui fut le premier Afro-Américain élu à ce poste dans un État américain.
En 1872, à la suite de l'impeachment du gouverneur Henry Clay Warmoth, Pinchback, en tant que lieutenant-gouverneur devient, le 9 décembre, le premier gouverneur afro-américain des États-Unis.
En 1872 toujours, lors de la convention nationale des politiciens afro-américains, Pinchback a un désaccord public avec Jeremiah Haralson d'Alabama. James T. Rapier venait de soumettre une motion invitant la convention à condamner tous les Républicains qui s'étaient opposés au président Grant lors de l'année électorale. Haralson soutient la motion, mais Pinchback s'y oppose car elle inclurait le sénateur Charles Sumner du Massachusetts, un combattant anti-esclavagiste de toujours.
Après son bref mandat de gouverneur, Pinchback reste actif en politique. Aux élections de 1874 et 1876, il est élu successivement à la Chambre des représentants puis au Sénat. Cependant le résultat des deux élections est contesté et ce sont finalement ses opposants démocrates qui obtiennent le siège.
Pinchback est membre du Louisiana State Board of Education (conseil de l'éducation de Louisiane) et contribue à la fondation de la Southern University, l'une de ces institutions d'enseignement qui, avant 1964, étaient créées pour servir la communauté noire. L'université sera déplacée à Baton Rouge en 1914. Pinchback fait ensuite partie de son conseil d'administration.
En 1882, le président républicain Chester A. Arthur nomme Pinchback Surveyor of Customs (Questeur des douanes) de La Nouvelle-Orléans. En 1885, il étudie le droit à la Straight University et est admis au barreau en 1886. Il s'installe ensuite à New York et y travaille en tant que marshal. Il part ensuite pour Washington, où il ouvre un cabinet d'avocat.

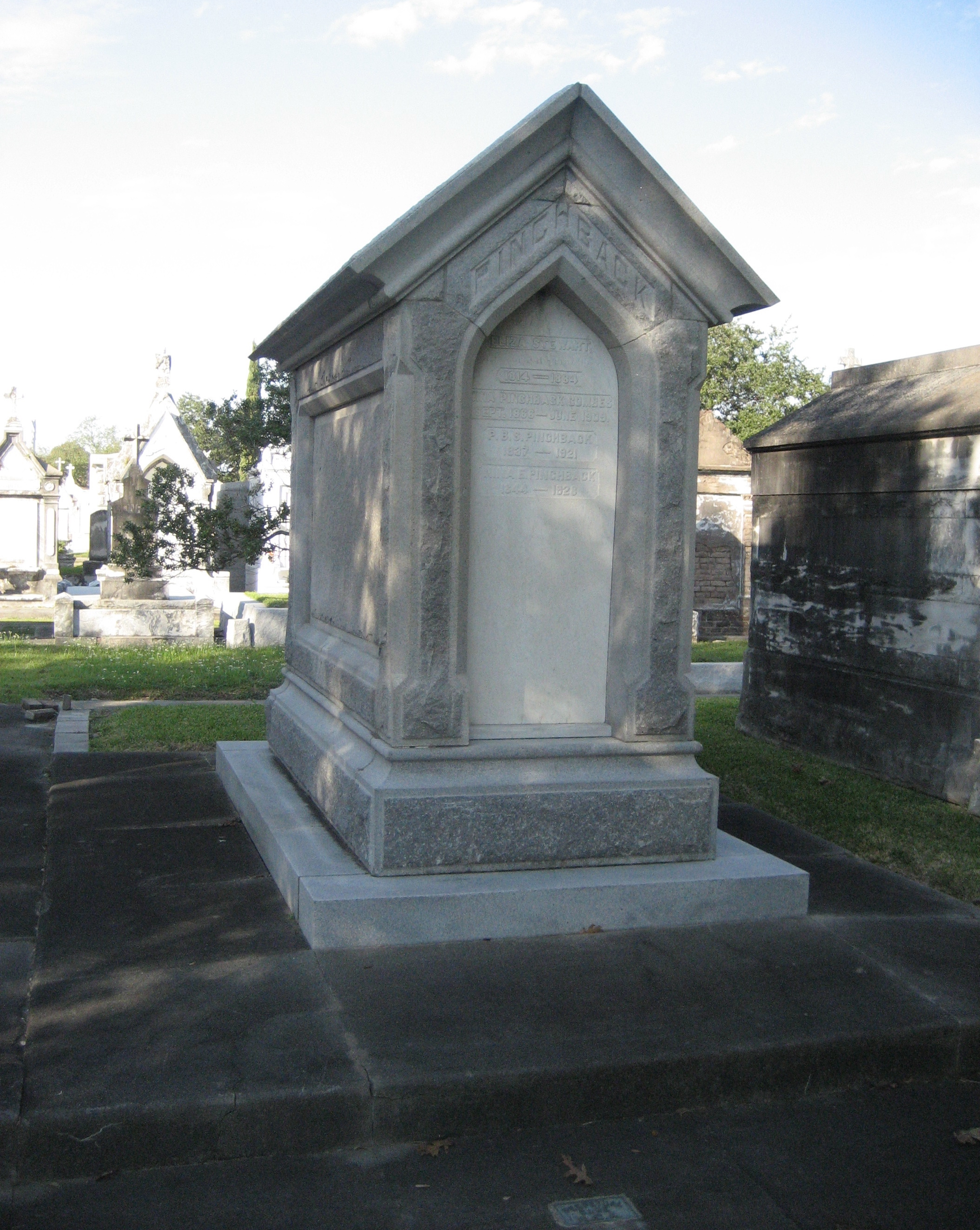
Pierre tombale au cimetière de Metairie.

Pinchback meurt à Washington en 1921 et est enterré au cimetière de Metairie près de La Nouvelle-Orléans. Son mandat de gouverneur lui valut d'y être enterré même si le cimetière, sous le régime de la ségrégation, était réservé aux Blancs.